# Шлобино
Шлобино — деревня в Вытегорском районе Вологодской области.
Входит в состав Андомского сельского поселения (с 1 января 2006 года по 9 апреля 2009 года входила в Макачевское сельское поселение), с точки зрения административно-территориального деления — в Макачевский сельсовет.
Расположена на правом берегу реки Сяржеги. Расстояние до районного центра Вытегры по автодороге — 39 км, до центра муниципального образования села Андомский Погост по прямой — 13 км. Ближайшие населённые пункты — Желвачево, Макачево, Опово.
По данным переписи в 2002 году постоянного населения не было.